# Kapelle Žeimiai

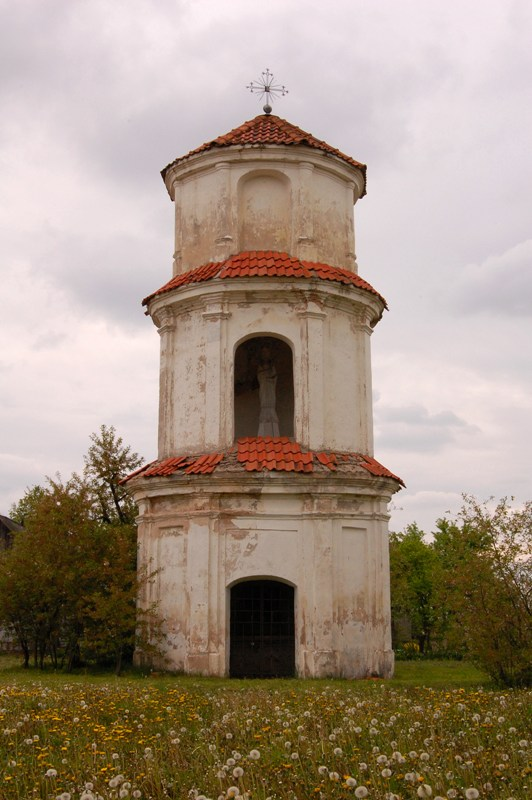
Kapelle Žeimiai

Die Kapelle Žeimiai (lit. Sukilėlių koplytėlė, dt. „Aufständischen-Kapelle“) ist eine Kapelle im Städtchen Žeimiai in der Rajongemeinde Jonava, im Dekanat Jonava, Erzbistum Kaunas, Litauen. Sie befindet sich nördlich vom Ortszentrum, an der linken Seite der Kauno-Straße, an der Fernstraße KK232 (Vilijampolė–Žeimiai–Šėta). Sie gehört zum Ensemble des Gutshof Žeimiai. Die Kapelle wurde im 18. Jahrhundert aus Mauerwerk erbaut. 
2014 wurde sie renoviert.